# Oporinia undulata
Oporinia undulata är en fjärilsart som beskrevs av Alexander von Nordmann 1924. Oporinia undulata ingår i släktet Oporinia och familjen mätare. Inga underarter finns listade i Catalogue of Life.